# Hymn Uzbekistanu
Hymn Uzbekistanu został przyjęty w roku 1992. Muzykę skomponował Mutal Burhanov, a słowa napisał Abdulla Oripov.
Muzyka była także używana w hymnie Uzbeckiej SRR, jednak z innymi słowami.
Słowa hymnu
I:

Serquyosh hur o'lkam, elga baxt, najot,

Sen o'zing do'stlarga yo'ldosh, mehribon!

Yashnagay to abad ilmu fan, ijod,

Shuhrating porlasin toki bor jahon!

Refren:

Oltin bu vodiylar - jon O'zbekiston,

Ajdodlar mardona ruhi senga yor!

Ulug' xalq qudrati jo'sh urgan zamon,

Olamni mahliyo aylagan diyor!

II:

Bag'ri keng o'zbekning o'chmas iymoni,

Erkin, yosh avlodlar senga zo'r qanot!

Istiqlol mash'ali tinchlik posboni,

Xaqsevar, ona yurt, mangu bo'l obod!

Refren:

Oltin bu vodiylar - jon O'zbekiston,

Ajdodlar mardona ruhi senga yor!

Ulug' xalq qudrati jo'sh urgan zamon,

Olamni mahliyo aylagan diyor!
Tłumaczenie
I:

Mój słoneczny i wolny Kraju, Szczęście i Zbawienie,

Serdeczny Towarzyszu Twoich przyjaciół!

Rozkwitaj wiecznie swoją wiedzą i twórczością,

Niech Twoja sława jaśnieje w świecie!

Refren:

Te złote doliny - drogi Uzbekistanie,

niech mężny duch przodków będzie z Tobą!

W czas rozkwitu potęgi wielkiego Narodu

Byłeś Krajem, który oczarował świat!

II:

Niezłomna Wiaro szczerego Uzbeka,

Młode, wolne pokolenia są dla Ciebie silnymi skrzydłami!

Pochodnio niepodległości, Strażniku pokoju,

Ukochana Ojczyzno, żyj wiecznie!

Refren:

Te złote doliny - drogi Uzbekistanie,

niech mężny duch przodków będzie z Tobą!

W czas rozkwitu potęgi wielkiego Narodu

Byłeś Krajem, który oczarował świat!